# Kuwayamaea chinensis
Kuwayamaea chinensis är en insektsart som först beskrevs av Brunner von Wattenwyl 1878.  Kuwayamaea chinensis ingår i släktet Kuwayamaea och familjen vårtbitare. Inga underarter finns listade i Catalogue of Life.